# Hardencourt-Cocherel
Hardencourt-Cocherel település Franciaországban, Eure megyében. Lakosainak száma 286 fő (2022. január 1.). Hardencourt-Cocherel Boncourt, Houlbec-Cocherel, Jouy-sur-Eure, Ménilles, Miserey és Vaux-sur-Eure községekkel határos.

## Népesség
A település népességének változása:
| Lakosok száma | 137  | 130  | 207  | 269  | 258  | 250  | 259  | 273  | 275  | 286  |
|               | 1968 | 1982 | 1990 | 2006 | 2013 | 2015 | 2017 | 2019 | 2020 | 2022 |